# Fernão Carrilho
Fernão Carrilho (c. 1640 — ca. 1703) foi um administrador colonial brasileiro.
Foi governador da Capitania do Maranhão, de junho de 1701 a julho de 1702. Também foi capitão-mor do Ceará (quando este era subordinado à Pernambuco) entre 1693 e 1695 e em 1699.
Não há registros do nascimento nem da morte de Fernão Carrilho. As últimas informações sobre ele datam de 1703, desconhecendo-se o que aconteceu a ele depois disso. Mas como se supõe que ele tinha cerca de 60 anos quando deixou o governo, é possível que tenha nascido por volta de 1640.